# 도쿄 오아시스
도쿄 오아시스(일본어: 東京オアシス)는 2011년 개봉한 일본의 드라마 영화이다.

## 줄거리
익숙한 공간, 낯선 이들과의 우연한 동행... 지친 마음을 위로해줄 사뿐사뿐 도쿄 산책이 시작된다! 밤낮 없이 환하게 거리를 비추는 네온 사인, 쉼 없이 오가는 자동차, 거대한 빌딩숲 사이에서 재빨리 발걸음을 옮기는 사람들. 그 누구도 선뜻 이름을 기억해내지 못하는 무명 여배우 토코는 마치 살아 숨쉬는 듯 요동치는 어지러운 도쿄의 일상에서 탈출을 감행한다. 돌연 촬영장을 뛰쳐나온 토코를 태워주는 운전 배달원 나가노, 영화관에서 재회한 전직 시나리오 작가 키쿠치, 동물원에서 만난 미대 지망 5수생 야스코. 토코는 사뿐사뿐 자신만의 오아시스를 찾아 도쿄를 거닐며, 일상이라 불리는 끝없는 여행에서 길을 잃은 이들을 위로해 주고, 스스로를 치유해 나간다. 과연 그들은 지친 일상의 한줄기 단비 같은 자신만의 오아시스를 찾을 수 있을까?

## 캐스팅
- 고바야시 사토미 - 토코
- 카세 료 - 나가노
- 하라다 토모요 - 키쿠치
- 쿠로키 하루 - 야스코
- 모리오카 류 - 요시다
- 이치카와 미카코
- 미츠이시 켄
- 모타이 마사코